# Moses Muteteka
Moses Muteteka ist ein sambischer Politiker.
Moses Muteteka war Privatsekretär von Präsident Levy Mwanawasa. Nach einem Autounfall in Johannesburg im April 2006 wurde er Sekretär im Ministerium für Kommunale Entwicklung. Im Oktober 2006 wurde er zum Stellvertretenden Minister für Land ernannt. Vor allem die beiden letzten Stellungen beziehen sich wegen Öffentlicher Aufträge auf sehr korruptionsintensive Bereiche. Das Ministerium für Land ist zudem wegen traditioneller Ansprüche der Subsistenzbauern auf Land politisch sehr sensibel, da sie die Errichtung von Agrargütern und somit die industrielle Landwirtschaft erschweren.
Moses Muteteka gewann bei den Wahlen in Sambia 2006 im Wahlkreis Chisamba südlich von Kabwe für das Movement for Multiparty Democracy das Mandat in der Nationalversammlung.